# Bras (Var)
Bras ist eine französische Gemeinde mit 2617 Einwohnern (Stand 1. Januar 2022) im Département Var in der Region Provence-Alpes-Côte d’Azur.

## Geografie
Bras liegt 15 Kilometer nordwestlich von Brignoles im Zentrum des Departements Var im Westen der bewaldeten Hügelkette Les Brasques.
Der Cauron, der wenig später in den Argens mündet, durchfließt aus südwestlicher Richtung die sanft hügelige Landschaft, die von Weinreben, Ackerbau und Eichenwäldern geprägt ist. Im 3 km nordwestlich von Bras gelegenen Wasserfall von Tombereau stürzt der Argens 10 m tief, unmittelbar vor dem Zusammenfluss mit dem Cauron.
Die kristallklaren, kleinen aber abgrundtiefen Seen des Gours Bénits im Westen sind vulkanischen Ursprungs. Während des Erdbebens, das im Jahr 1754 Lissabon zerstörte, soll sich ihr Wasser rot gefärbt haben.
Das Klima ist durch mediterrane und alpine Elemente charakterisiert.

## Geschichte
Bearbeitete Feuersteine belegen die menschliche Besiedelung der Gegend in vorgeschichtlicher Zeit. Während der Schlacht von Pourrières im Jahr 102 v. Chr., in der Gaius Marius die Kimbern und Teutonen besiegte, diente Bras als Operationsbasis. Im Süden des Signal wurde eine prähistorische Mauer freigelegt, auf der anderen Seite des Berges bestand eine Kultstätte. Keramik, Geldstücke, ein Sarkophag und Teile einer Cippe wurden gefunden.
Im Mittelalter erscheint Bras erstmals im Jahr 1015 als Brachium oder Castrum de Braz Vel Bracio in den Urkunden. 1241 erhielt Raymond Bérenger die Ortschaft Bras vom Bischof von Riez zu Lehen. Später ging die Herrschaft an den Malteserorden und die Templerkommende.

## Bevölkerung
| Jahr      | 1962 | 1968 | 1975 | 1982 | 1990  | 1999  | 2008  | 2017  |
| --------- | ---- | ---- | ---- | ---- | ----- | ----- | ----- | ----- |
| Einwohner | 498  | 601  | 638  | 677  | 1.056 | 1.298 | 2.281 | 2.698 |

## Kultur und Sehenswürdigkeiten
Bras ist ein altes provenzalisches Dorf, das sich terrassenförmig über den Ruinen der Stadtmauern und der ehemaligen Burg erhebt. In einem alten Gebäude mit schöner Tür befindet sich das Rathaus, das über einen hübschen Brunnen und ein schönes Taubenhaus verfügt. In Richtung Le Val stehen Bories und die Bastion Font-Couverte mit einem Brunnen im Stil Ludwigs XIII. von Frankreich.
Zahlreiche Kirchen und Kapellen verteilen sich über das gesamte Gemeindegebiet. Die Pfarrkirche Notre-Dame-de-l'Agrenas entstand im 18. Jahrhundert. Am Ortsrand befindet sich die Templerkapelle genannte, romanische Kapelle Notre-Dame de Bethléem aus dem 13. Jahrhundert. Etwas außerhalb, über dem Ort gelegen, steht die Kapelle Saint-Pierre aus dem Jahr 1621, von der aus sich eine schöne Aussicht in das Argenstal bietet. Die Wallfahrtskapelle Saint-Etienne liegt 1 km südwestlich von Bras auf einem Hügel, die mit einer klassischen Fassade und einen verzierten Glockenturm ausgestattete Kapelle Notre-Dame-de-l'Espérance am südöstlichen Ortsrand. Im Westen des Ortes befindet sich die Kapelle Saint-Achillée.

## Persönlichkeiten
- Jacques-Philippe Bonnaud (1757–1797), Général de division der Revolutionsarmee
- Jean-Joseph Zéphirin Gerbe (1810–1890), Zoologe, Experte für vergleichende Embryogenese, Ornithologe und naturhistorischer Illustrator
- Nobuyoshi Tamura (1933–2010), japanischer Aikidō-Lehrer